# Tanneguy Le Fèvre
Tanneguy Le Fèvre, lateinisch Tanaquillus Faber, auch Tanaquil Faber (* 1615 in Caen, Département Calvados; † 12. September 1672 in Saumur, Département Maine-et-Loire) war ein französischer hugenottischer Humanist.

## Leben
Tanneguy Le Fèvre wurde von seinem Onkel, einem Geistlichen, erzogen und besuchte das Jesuitenkolleg in La Flèche. Später begab er sich nach Paris und machte dort weitere Studien. Nach deren Abschluss wurde er bald durch Kardinal Richelieu, dessen Protektion er sich erworben hatte, als Inspektor der Druckerei im Louvre angestellt.
Nach Richelieus Tod (1642) geriet Le Fèvre in große Verlegenheit, da ihm sein Gehalt nicht ausgezahlt wurde. So gab er die ihn wenig befriedigende Stellung beim Louvre auf und ging mit einem Freund nach Langres. Hier machte er sich hier mit der Lehre der Reformierten bekannt und trat 1644 in Preuilly in Touraine zu deren Kirche über. 1649 ließ er sich in Saumur nieder und nahm 1651 eine theologische Professur bei der dortigen protestantischen Akademie an. Diese Position bekleidete er zwei Jahrzehnte erfolgreich. Später verschlechterte sich aber sein Gesundheitszustand und er kam mit dem ihm vorgesetzten Konsistorium u. a. wegen zu milden Urteils über die antike griechische Dichterin Sappho in einen solchen Konflikt, dass er seine Stelle schließlich niederlegte. Mehrere Universitäten bemühten sich um seine Dienste und er hatte bereits eine vom Kurfürsten von der Pfalz angebotene Anstellung bei der Universität Heidelberg angenommen, als er am 12. September 1672 plötzlich starb.
Seine Tochter Anne Dacier war von fast gleicher Gelehrsamkeit.

## Schriften
Le Fèvres wichtigsten Schriften, die zum Teil öfter neu aufgelegt wurden, sind:
- Epistolae criticae, 2 Bde., Saumur:1659-65
- Les vies des poètes grecs, Saumur, 1665
- Méthode pour commencer les humanités grecques et latines. Saumur: René Péan, 1672; zweite Auflage Paris 1731

Übersetzungen
- Des Herrn le Fevre Lehrart bey Unterweisung eines Anfängers in den schönen Wissenschaften: sonderlich, was die griechische und lateinische Sprache betrifft; Aus dem Französischen übersetzet. Zelle, Gedruckt und verlegt durch Joh. Georg Paßin, 1740. Microfiche-Ausgabe ('Méthode pour commencer les humanités grecques et latines, deutsche Ausgabe).

## Editionen antiker Autoren
Außerdem veranstaltete Le Fèvre Ausgaben folgender antiker Autoren:
- Lukian von Samosata: die Satire Timon
- Phaedrus
- Anakreon und Sappho: Τὰ τοῦ Ἀνακρέοντος και Σαπφοῦς μέλη. Notas & animadversiones addidit Tanaquillus Faber; in quibus multa veterum emendantur. Saumur: René Péan, 1680.
- Dionysios von Alexandria
- Apollodor von Athen
- Lukrez (seine Konjekturen werden auch von modernen Editoren noch geschätzt)
- Pseudo-Longinos: die literaturtheoretische Schrift De sublimi libellus
- Claudius Aelianus: Variae historiae
- Terenz
- Horaz
- Florus
- Vergil und
- Agathemerus Geographus (nicht vollständig)